# Хочете — вірте, хочете — ні ...
«Хочете — вірте, хочете — ні …» — радянська кінокомедія режисерів Ігоря Усова і Станіслава Чапліна, знята на Ялтинській філії Кіностудії ім. М. Горького в 1964 році. Прем'єра фільму відбулася 26 липня 1965 року.

## Сюжет
Роман Курикін, джазмен-любитель і володар абсолютного музичного слуху не може змиритися з думкою, що його син Едік не проявляє ніякого інтересу до музики. У вбитого горем батька з'явилася думка, що дитину помилково могли підмінити в пологовому будинку. Він знайшов адресу двох сімей, чиї діти з'явилися на світ в один час з молодшим Курикіним. Батьки малюків умовили начальника житловідділу надати їм комунальну квартиру для спільного проживання. Стурбовані татусі цілими днями ставили різні педагогічні досліди, намагаючись проникнути в таємницю спадковості. У підсумку, для остаточного вердикту, були запрошені бабуся і двоє дідусів. Вони заспокоїли своїх дітей твердою впевненістю, що кожен з них онуків знаходиться саме в тій родині, в якій і повинен був бути. За довгий час пошуків істини всі герої настільки здружилися, що погодилися переїжджати в окремі квартири тільки за тієї умови, що всі три сім'ї будуть жити в одному будинку і на одній сходовій клітці.

## У ролях
- Володимир Климентьєв —  Курикін
- Гренада Мнацаканова —  Курикіна
- Володимир Курков —  Шульгін
- Муза Крепкогорська —  Шульгіна
- Анатолій Адоскін —  Сазонов
- Людмила Шагалова —  Сазонова
- Андрій Загорський —  Едик Курикін
- Олексій Загорський —  Міша Сазонов
- Ігор Капітонов —  Толік Шульгін
- Зоя Федорова —  бабуся Михайла Сазонова
- Анатолій Королькевич —  дідусь Едіка Курикіна
- Олександр Орлов —  дідусь Толіка Шульгіна
- Пантелеймон Кримов —  Синіцин
- Василь Максимов —  начальник житловідділу
- Анатолій Алексєєв —  сусід
- Євген Євстигнєєв —  сусід зверху
- Євген Моргунов —  співрозмовник в ресторані
- Любов Малиновська —  двірник Нюся
- Олександр Матковський —  сусід-лектор
- Надія Самсонова —  оперна співачка
- Олег Каган —  товариш Курикіна
- Ксенія Козьміна —  санітарка в пологовому будинку
- Аркадій Цинман —  директор зоопарку
- Ольга Наровчатова —  медсестра в пологовому будинку  (немає в титрах)
- Лев Любецький —  чоловік біля пологового будинку
- Тетяна Медведєва —  дівчинка-сусідка
- Сергій Новиков —  хлопчик-сусід
- Ольга Усова —  дівчинка-сусідка
- Зіновій Гердт —  текст від автора

## Знімальна група
- Автор сценарію:  Анатолій Галієв
- Режисери-постановники:  Ігор Усов,  Станіслав Чаплін
- Оператор-постановник:  Яків Склянський
- Композитор:  Софія Губайдуліна
- Текст пісень: А. Санін
- Художник-постановник: Борис Комяков
- Режисер: З. Данилова
- Оператор: А. Мачильський
- Звукооператор: Б. Голєв
- Державний симфонічний оркестр кінематографії
- Диригент: Г. Гамбург
- Художник по костюмах: К. Русанова
- Художник-гример: Н. Маркзіцер
- Дресирувальник:  Вальтер Запашний
- Монтажер: Г. Садовникова
- Редактор: В. Погожева
- Комбіновані зйомки:
  - Оператори: А. Ніський, С. Черкасов
  - Художник: В. Васильєв
- Асистенти режисера: Л. Духницька, А. Локосов
- Асистенти оператора: Ю. Милославський, А. Філатов
- Асистент художника: Є. Чикалов
- Директор: С. Сафронов